# Julius Weckauf

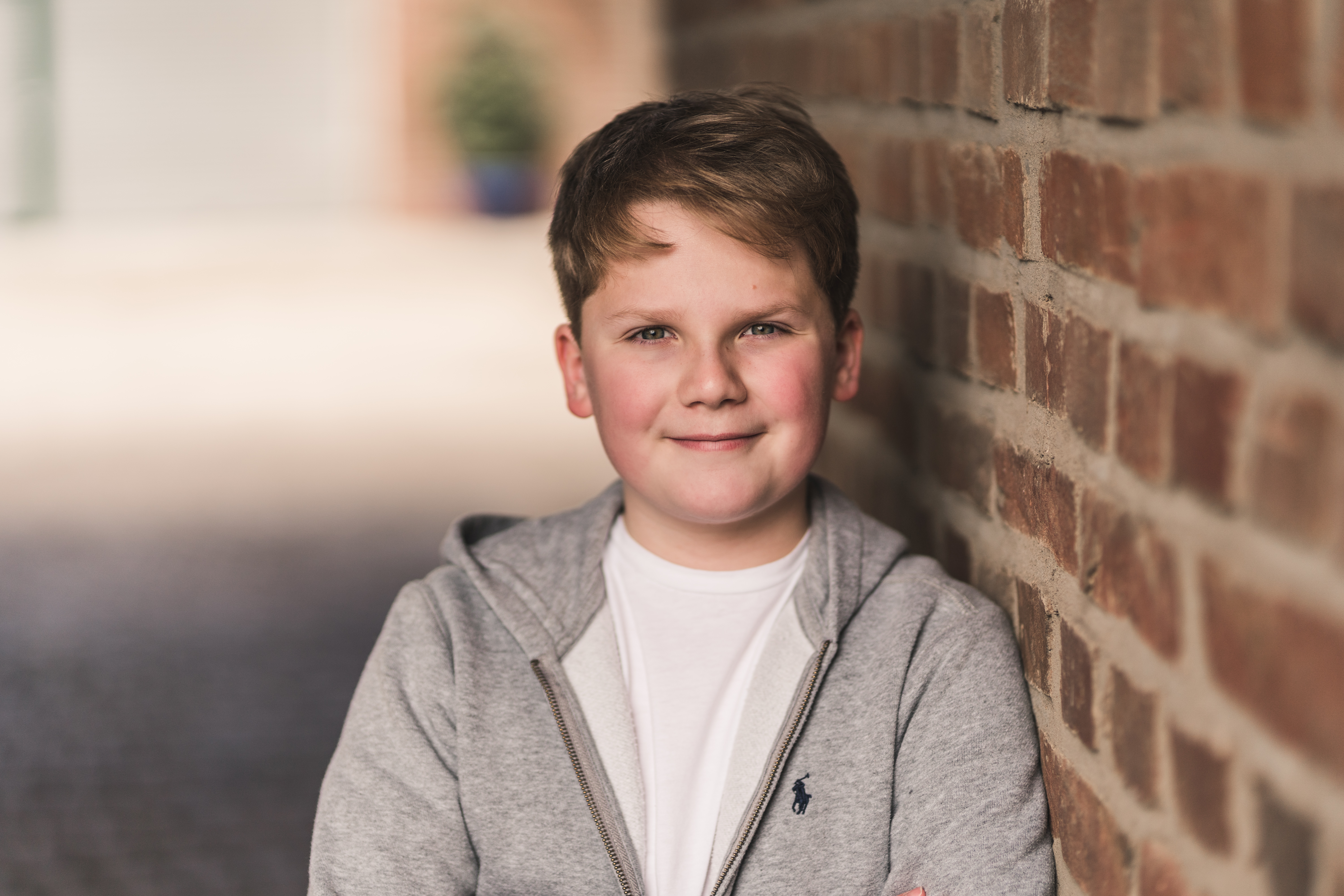
Julius Weckauf (2021)

Julius Maximilian Weckauf (* 27. Dezember 2007 in Jüchen) ist ein deutscher Jugenddarsteller.

## Leben
Seinen ersten Auftritt vor der Kamera hatte Weckauf im Kinofilm Der Junge muss an die frische Luft unter der Regie von Caroline Link, der nach der Autobiografie von Hape Kerkeling, Der Junge muss an die frische Luft – Meine Kindheit und ich, entstand. Er ist dort in der Hauptrolle als Hape Kerkeling zu sehen. Sein Casting und die Übernahme der Rolle lösten ein breites Medienecho aus.
Weckauf durfte am 2. Oktober 2019 als Laudator den Deutschen Comedypreis in der Kategorie „Beste Comedy-Show“ an Carolin Kebekus für ihre Sendung PussyTerror TV überreichen. In der Kategorie „Erfolgreichste Kino-Komödie“ nahm er mit einem Teil des Teams von Der Junge muss an die frische Luft selbst den Preis entgegen.
Weckauf lebt in Jüchen und besucht dort das Gymnasium.

## Filmografie
- 2018: Der Junge muss an die frische Luft
- 2020: Lindenberg! Mach dein Ding
- 2020: Enkel für Anfänger
- 2021: Catweazle
- 2021: Wickie und die starken Männer – Das magische Schwert (Synchronstimme von Wickie)
- 2022: Der Pfad
- 2023: Die drei ??? – Erbe des Drachen
- 2023: Raus aus dem Teich (Synchronstimme von Dax Mallard)
- 2025: Die drei ??? und der Karpatenhund
- 2025: Intimate Staffel 2

## Auszeichnungen
- Romyverleihung 2019 – Auszeichnung in der Kategorie Bester Nachwuchs männlich[5][6]
- New Faces Awards 2019 – Sonderpreis der Jury für Der Junge muss an die frische Luft[7]
- Seattle International Film Festival 2019 – Auszeichnung als bester Schauspieler für Der Junge muss an die frische Luft[8]
- Eat My Shorts – Hagener Kurzfilmfestival 2019 – Kinderdarstellerpreis
- Kinder-Medien-Preis 2019 – Der weiße Elefant in der Kategorie Bester Nachwuchsdarsteller
- Goldene Henne 2019 in der Kategorie Aufsteiger des Jahres
- Bayerischer Filmpreis 2021 in der Kategorie Publikumspreis für Catweazle zusammen mit Otto Waalkes und Timm Oberwelland